# Christopher Lagane
Pour les articles homonymes, voir Lagane.
Christopher Rougier-Lagane, né le 24 septembre 1998 à Curepipe, est un coureur cycliste mauricien. Il est en particulier champion national du contre-la-montre chez les élites en 2017, 2018, 2019, 2021 et 2022. Il remporte également le Tour de la Réunion en 2017 et 2018.

## Palmarès et résultats

### Palmarès par année
- 2011
  - 3e du championnat de Maurice sur route minimes
- 2012
  - 3e du championnat de Maurice sur route minimes
- 2014
  -  Champion de Maurice sur route cadets
  - 3e du championnat de Maurice du contre-la-montre par équipes
- 2015
  -  Champion de Maurice du contre-la-montre par équipes
  -  Champion de Maurice sur route juniors
  -  Champion de Maurice du contre-la-montre juniors
  - Snowy Cup
  - Bank One Riders Trophy
- 2016
  -  Champion de Maurice du contre-la-montre par équipes
  -  Champion de Maurice sur route juniors
  -  Champion de Maurice du contre-la-montre juniors
  - Grand Prix Moka Rangers
  - Colin Mayer Classic :
    - Classement général
    - 1re étape (contre-la-montre)

  - Maxxi's Cup
  -  Médaillé d'argent du championnat d'Afrique du contre-la-montre juniors
  -  Médaillé d'argent du championnat d'Afrique sur route juniors
  - 2e du Tour de Maurice
- 2017
  -  Champion de Maurice du contre-la-montre
  - Classement général du Tour Cycliste Antenne Réunion
- 2018
  -  Champion de Maurice du contre-la-montre
  -  Champion de Maurice du contre-la-montre par équipes
  - Tour Cycliste Antenne Réunion :
    - Classement général
    - 4e et 7e (contre-la-montre) étapes

  - Trophée des Grimpeurs
  - 2e du championnat de Maurice sur route
  - 2e du Tour de Maurice
- 2019
  -  Champion de Maurice du contre-la-montre
  - Pina Colada Classic :
    - Classement général
    - 1re (contre-la-montre) et 2e étapes

  - Challenge des Quatre Vents
  -  Médaillé d'or du contre-la-montre par équipes aux Jeux des îles de l'océan Indien
  - Trophée des Grimpeurs
  - Prologue (contre-la-montre par équipes) et 5e étape du Tour de Maurice
  -  Médaillé d'argent du contre-la-montre aux Jeux des îles de l'océan Indien
  - 2e du Grand Prix des Grattons
  -  Médaillé de bronze de la course en ligne aux Jeux des îles de l'océan Indien
  - 3e du Tour de Maurice
- 2020
  - Circuit de Bras d'Eau
  - Mauritius 100km Cycle Tour
  - 2e du championnat de Maurice du contre-la-montre
- 2021
  -  Champion de Maurice du contre-la-montre
  - Grand Prix UCRH
  - Grand Prix Moka Rangers (avec Dylan Redy)
  - Circuit de Bras d'Eau
  - Snowy Maiden Race
  - Tour de Maurice :
    - Classement général
    - 2e, 3e, 4e(contre-la-montre) et 6e étapes
- 2022
  -  Champion d'Afrique du contre-la-montre par équipes mixte
  -  Champion de Maurice du contre-la-montre
  - Gran Bassin Circuit-Savannah
  - Grand Prix MaxiClean
  - FMC Stage Race :
    - Classement générql
    - 1re étape (contre-la-montre)

  - Grand Prix de Percy-en-Normandie
  - Circuit de Riche-en-Eau :
    - Classement général
    - 1re (contre-la-montre) et 2e étapes

  - Tour de Maurice :
    - Classement général
    - 2e, 3e (contre-la-montre) et 5e étapes
- 2023
  -  Champion d'Afrique du contre-la-montre par équipes mixtes
  -  Médaillé d'or du contre-la-montre par équipes aux Jeux des îles de l'océan Indien
  -  Médaillé d'or de la course en ligne aux Jeux des îles de l'océan Indien
  -  Champion de Maurice sur route
  -  Champion de Maurice du contre-la-montre
  - Grand Prix de la Possession
  - Grand Prix KFC-Faucon Flacq :
    - Classement général
    - 1re (contre-la-montre) et 2e étapes

  - Grand Prix de Cotonou
  - Moka Peugeot Challenge :
    - Classement général
    - 1re (contre-la-montre) et 2e étapes

  - 2e du Tour de Maurice
  - 3e de la Tropicale Amissa Bongo
- 2024
  -  Médaillé d'or du contre-la-montre par équipes mixtes aux Jeux africains
  -  Champion de Maurice sur route
  -  Champion de Maurice du contre-la-montre
  - 10e étape du Tour d'Algérie
  -  Médaillé de bronze du contre-la-montre par équipes aux Jeux africains
  - 3e du Tour d'Algérie

### Classements mondiaux
| Année                                 | 2018 | 2019 | 2020 | 2021 | 2022 | 2023 | 2024 |
| ------------------------------------- | ---- | ---- | ---- | ---- | ---- | ---- | ---- |
| Classement mondial                    | nc   | nc   | nc   | nc   | nc   | 281e | 407e |
| UCI Africa Tour                       | 33e  | 95e  | 46e  | 60e  | 29e  | 6e   | 13e  |
|                                       |      |      |      |      |      |      |      |
| Légende : nc = non classéSource : UCI |      |      |      |      |      |      |      |